# Bósnia e Herzegovina nos Jogos Olímpicos de Inverno de 2022
Bósnia e Herzegovina participa dos Jogos Olímpicos de Inverno de 2022, realizados em Pequim, na China.
É a oitava aparição do país em Olimpíadas de Inverno. É representado por seis atletas, sendo três homens e três mulheres.

## Competidores
| Esporte             | Masculino | Feminino | Total |
| ------------------- | --------- | -------- | ----- |
| Esqui alpino        | 1         | 2        | 3     |
| Esqui cross-country | 1         | 1        | 2     |
| Luge                | 1         | 0        | 1     |
| Total               | 3         | 3        | 6     |

## Desempenho

### Esqui alpino
Masculino
| Atleta      | Evento         | Descida 1 | Pos. | Descida 2   | Pos.        | Total       | Pos.        | Ref.  |
| ----------- | -------------- | --------- | ---- | ----------- | ----------- | ----------- | ----------- | ----- |
| Emir Lokmić | Slalom         | 58.86     | 35   | 53.94       | 27          | 1:52.80     | 27          | [ 3 ] |
| Emir Lokmić | Slalom gigante | 1:08.00   | 29   | Não avançou | Não avançou | Não avançou | Não avançou | [ 4 ] |

Feminino
| Atleta              | Evento         | Descida 1 | Pos. | Descida 2   | Pos.        | Total       | Pos.        | Ref.  |
| ------------------- | -------------- | --------- | ---- | ----------- | ----------- | ----------- | ----------- | ----- |
| Esma Alić           | Slalom         | 1:01.72   | 50   | 1:02.93     | 45          | 2:04.65     | 45          | [ 5 ] |
| Esma Alić           | Slalom gigante | DSQ       | DSQ  | Não avançou | Não avançou | Não avançou | Não avançou | [ 6 ] |
| Elvedina Muzaferija | Downhill       | —         | —    | —           | —           | DNF         | DNF         | [ 7 ] |
| Elvedina Muzaferija | Combinado      | 1:35.89   | 20   | DNF         | DNF         | DNF         | DNF         | [ 8 ] |
| Elvedina Muzaferija | Super-G        | —         | —    | —           | —           | 1:15.79     | 25          | [ 9 ] |

### Esqui cross-country
Masculino
| Atleta         | Evento         | Clássico | Clássico | Livre | Livre | Final   | Final    | Final | Ref.   |
| Atleta         | Evento         | Tempo    | Pos.     | Tempo | Pos.  | Tempo   | Dif.     | Pos.  | Ref.   |
| -------------- | -------------- | -------- | -------- | ----- | ----- | ------- | -------- | ----- | ------ |
| Strahinja Erić | 15 km clássico | —        | —        | —     | —     | 48:38.3 | +10:43.5 | 87    | [ 10 ] |
| Strahinja Erić | 50 km livre    |          |          |       |       |         |          |       |        |

| Atleta         | Evento                | Qualificatório | Qualificatório | Qualificatório | Quartas de final | Quartas de final | Quartas de final | Semifinal   | Semifinal   | Semifinal   | Final       | Final       | Final       | Ref.   |
| Atleta         | Evento                | Tempo          | Dif.           | Pos.           | Tempo            | Dif.             | Pos.             | Tempo       | Dif.        | Pos.        | Tempo       | Dif.        | Pos.        | Ref.   |
| -------------- | --------------------- | -------------- | -------------- | -------------- | ---------------- | ---------------- | ---------------- | ----------- | ----------- | ----------- | ----------- | ----------- | ----------- | ------ |
| Strahinja Erić | Velocidade individual | 3:03.05        | +18.02         | 59             | Não avançou      | Não avançou      | Não avançou      | Não avançou | Não avançou | Não avançou | Não avançou | Não avançou | Não avançou | [ 11 ] |

Feminino
| Atleta       | Evento      | Clássico | Clássico | Livre | Livre | Final | Final | Final | Ref. |
| Atleta       | Evento      | Tempo    | Pos.     | Tempo | Pos.  | Tempo | Dif.  | Pos.  | Ref. |
| ------------ | ----------- | -------- | -------- | ----- | ----- | ----- | ----- | ----- | ---- |
| Sanja Kusmuk | 30 km livre |          |          |       |       |       |       |       |      |

| Atleta       | Evento                | Qualificatório | Qualificatório | Qualificatório | Quartas     | Quartas     | Quartas     | Semifinal   | Semifinal   | Semifinal   | Total       | Total       | Total       | Ref.   |
| Atleta       | Evento                | Tempo          | Dif.           | Pos.           | Tempo       | Dif.        | Pos.        | Tempo       | Dif.        | Pos.        | Tempo       | Dif.        | Pos.        | Ref.   |
| ------------ | --------------------- | -------------- | -------------- | -------------- | ----------- | ----------- | ----------- | ----------- | ----------- | ----------- | ----------- | ----------- | ----------- | ------ |
| Sanja Kusmuk | Velocidade individual | 4:27.99        | +1:18.96       | 90             | Não avançou | Não avançou | Não avançou | Não avançou | Não avançou | Não avançou | Não avançou | Não avançou | Não avançou | [ 12 ] |

### Luge
Masculino
| Atleta          | Evento     | 1ª descida | 1ª descida | 2ª descida | 2ª descida | 3ª descida | 3ª descida | 4ª descida  | 4ª descida  | Final    | Final | Final | Ref.   |
| Atleta          | Evento     | Tempo      | Pos.       | Tempo      | Pos.       | Tempo      | Pos.       | Tempo       | Pos.        | Tempo    | Dif.  | Pos.  | Ref.   |
| --------------- | ---------- | ---------- | ---------- | ---------- | ---------- | ---------- | ---------- | ----------- | ----------- | -------- | ----- | ----- | ------ |
| Mirza Nikolajev | Individual | 1:01.667   | 33         | 1:02.507   | 34         | 1:01.175   | 33         | Não avançou | Não avançou | 3:05.349 | —     | 34    | [ 13 ] |

Legenda
| Recorde mundial      | Recorde mundial (World record)               |                       | Recorde africano                      | Recorde africano (African) |                                           | Q | Classificado por posição (Qualified) |
| Recorde olímpico     | Recorde olímpico (Olympic record)            | Recorde da América    | Recorde da América (Americas)         | q                          | Classificado por melhor tempo (Qualified) |   |                                      |
| Melhor marca do ano  | Melhor marca do ano (World leading)          | Recorde asiático      | Recorde asiático (Asian)              | DNS                        | Não largou (Did not start)                |   |                                      |
| Recorde nacional     | Recorde nacional (National record)           | Recorde europeu       | Recorde europeu (European)            | DNF                        | Não terminou (Did not finish)             |   |                                      |
| Recorde pessoal      | Recorde pessoal do atleta (Personal best)    | Recorde da Oceania    | Recorde da Oceania (Oceania)          | DSQ / DQ                   | Desclassificado (Disqualified)            |   |                                      |
| Recorde da temporada | Recorde da temporada do atleta (Season best) | Recorde sul-americano | Recorde sul-americano (South America) | NM                         | Sem marca (No mark)                       |   |                                      |